# 래플스 호텔
래플스 호텔(영어: Raffles Hotel)은 싱가포르 다운타운 코어 지역에 위치한 고급 호텔이다. 1887년 아르메니아 호텔리어인 사키스 형제가 설립하였다.  식민지 시대 싱가포르의 설립자인 영국 정치가 토머스 스탬퍼드 래플스의 이름을 따서 명명되었다.